# ГЕС Гоупітань
ГЕС Гоупітань (构皮滩水电站) — гідроелектростанція у центральній частині Китаю в провінції Ґуйчжоу. Знаходячись між ГЕС Wūjiāngdù (вище по течії) та ГЕС Сілін, входить до складу каскаду на річці Уцзян — великій правій притоці Янцзи.
В межах проекту річку перекрили бетонною арковою греблею висотою 231 метр,  довжиною 553 метра та товщиною від 10 (по гребеню) до 59 (по основі) метрів, яка потребувала 3,16 млн м3. Вона утримує водосховище з об'ємом 6451 млн м3 (корисний об'єм 2902 млн м3), в якому припустиме коливанням рівня у операційному режимі між позначками 590 та 630 метрів НРМ (під час повені до 638,4 метра НРМ).
Споруджений у підземному виконанні пригреблевий машинний зал має розміри 230х27 метрів при висоті 75 метрів. Крім того, для розміщення трансформаторного обладнання знадобилась окрема зала розмірами 178х16 метрів та висотою 19 метрів.
Станцію обладнали п'ятьма турбінами типу Френсіс потужністю по 600 МВт, які використовують напір від 144 до 200 метрів (номінальний напір 176 метрів) та забезпечують виробництво 9682 млн кВт-год електроенергії на рік.
Для забезпечення судноплавства комплекс обладнали триступінчатим судопідйомником, котрий може переміщувати 500-тонні баржі.